# サン・マルコ広場

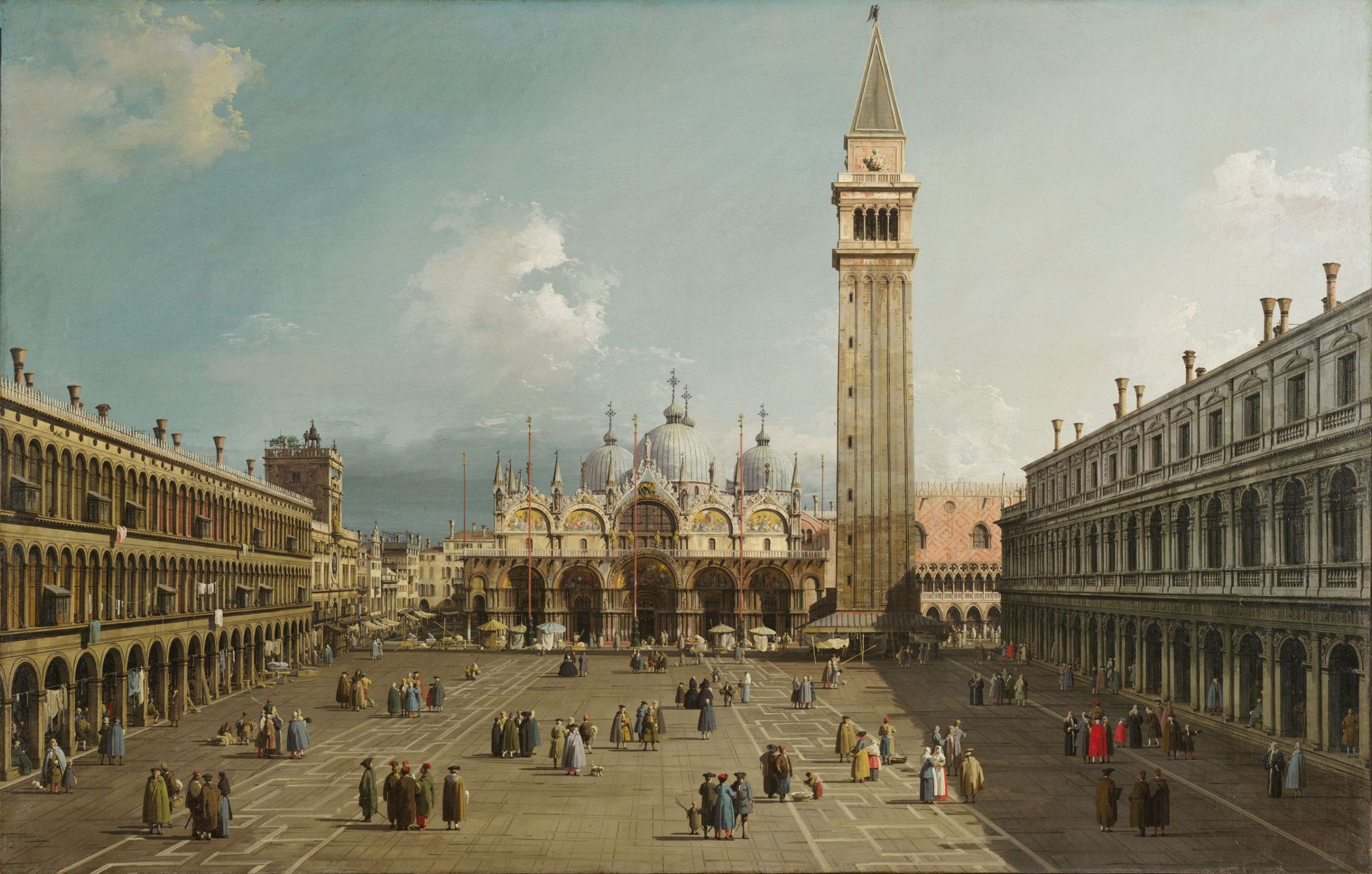
『バシリカのあるサン・マルコ広場』カナレット (1730年)

サン・マルコ広場（サン・マルコ ひろば、イタリア語:Piazza San Marco、ヴェネト語:Piasa San Marco）は、ヴェネツィアの中心的な広場で、回廊のある建物に囲まれ、ドゥカーレ宮殿やサン・マルコ寺院などがある。ヴェネツィアの広場は方言でカンポ（campo）と呼ばれるが、サン・マルコ広場は別格であり、ピアッツァ（piazza）と呼ばれる。世界で最も美しい広場とも言われており、観光名所のほか、海からの玄関口でもある。
サン・マルコは、ヴェネツィアの守護聖人である福音記者マルコに、由来する。サン・マルコ寺院の聖堂の正面部分は柱廊に囲まれた台形になっていて、実際より奥行きがあるようにみえる。この台形広場（piazza）に、海に面したサン・マルコ小広場（Piazetta San Marco）が続いており、全体としてL字型になっている。小広場にはカナル・グランデに面して2本の円柱があり、それぞれ頂上には聖マルコを象徴する「有翼の獅子」像と、「聖テオドーロ」像がある。中世にはこの柱の間に死刑執行台を設置したため、ヴェネツィアっ子は柱の間を通り抜けないという。

## 広場に面する建物など

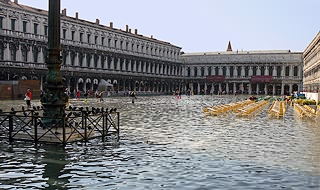
アックア・アルタにより浸水したサン・マルコ広場

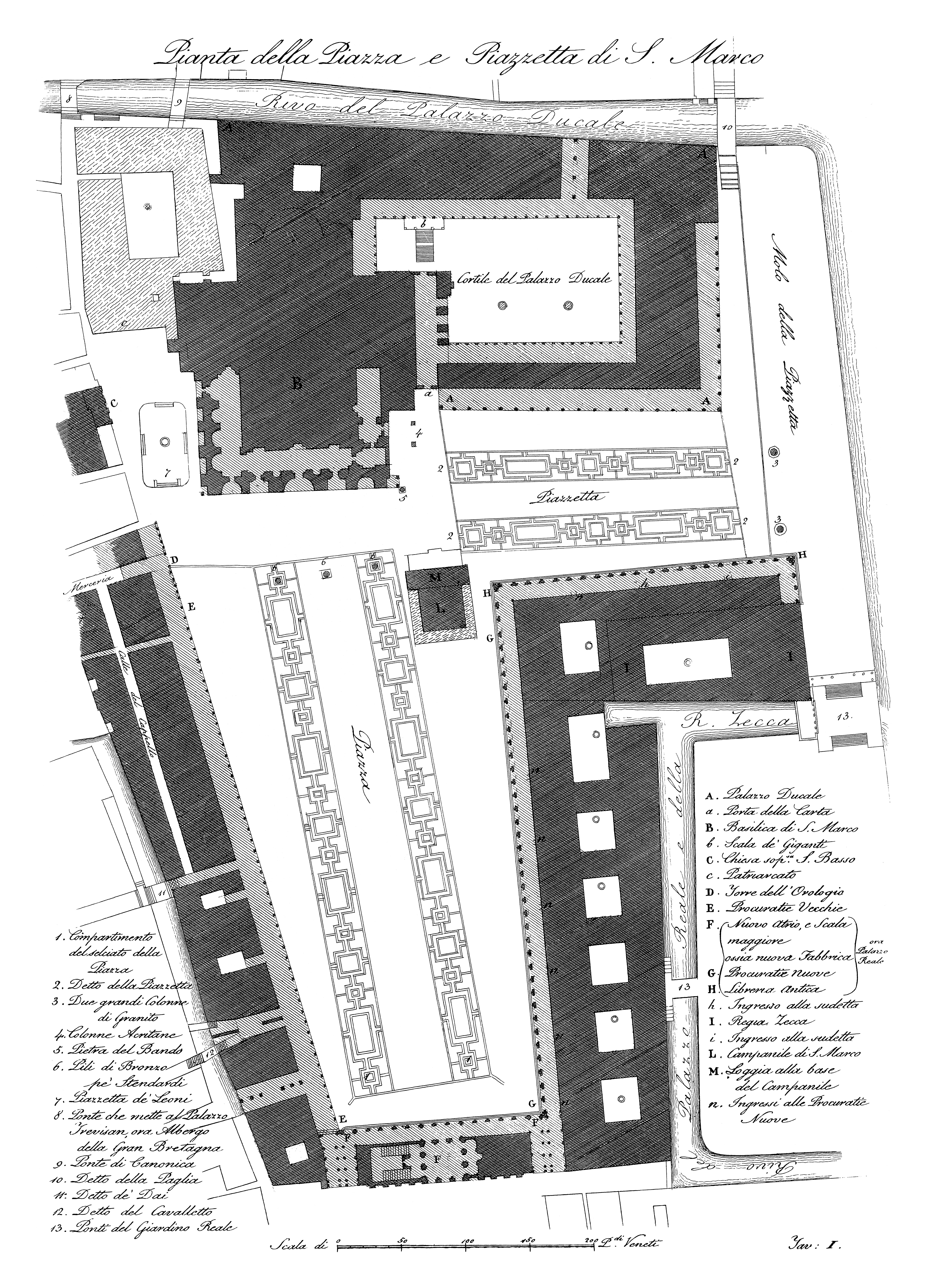
サン・マルコ広場の平面図

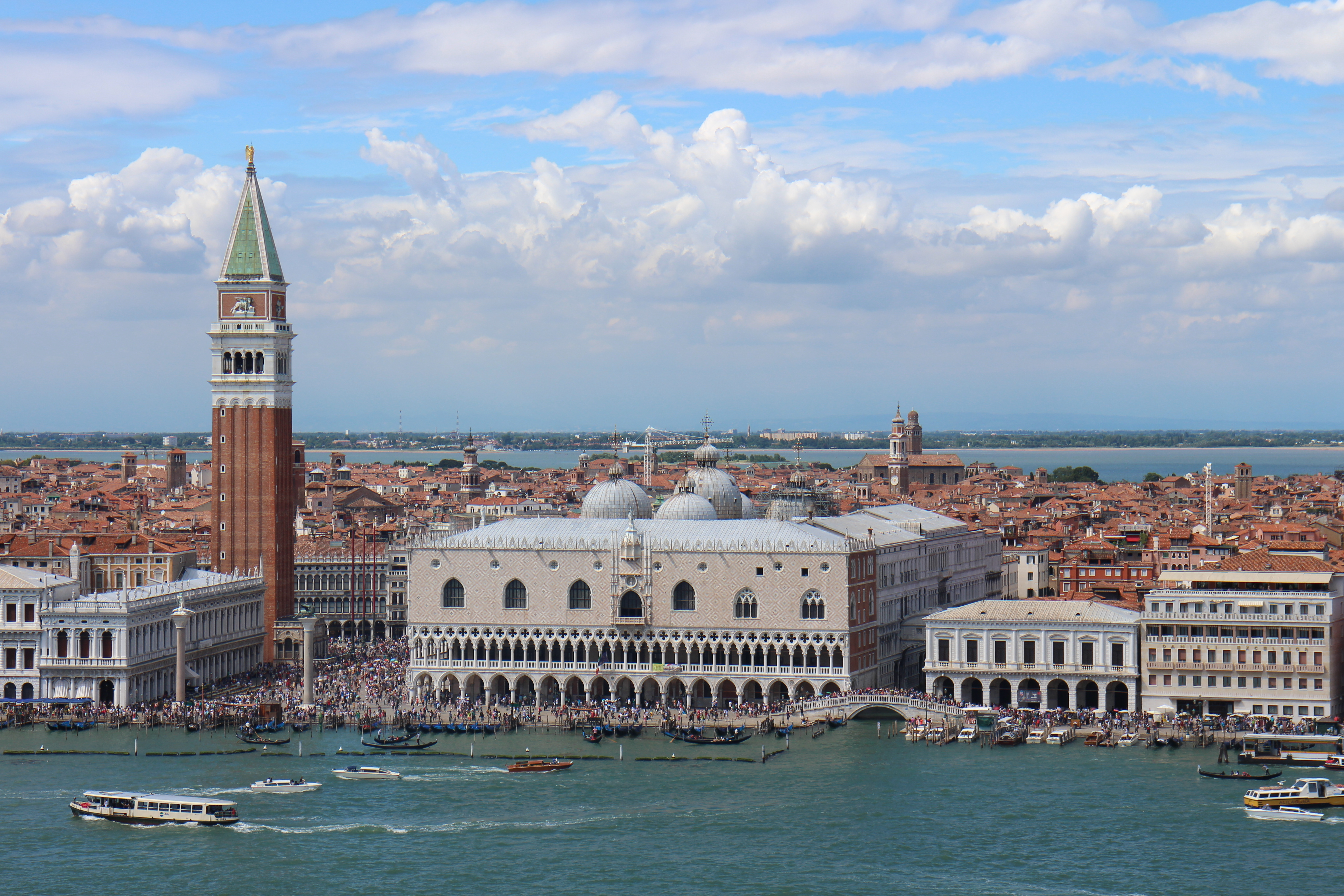
ドゥカーレ宮殿とサン・マルコ広場

ドゥカーレ宮殿 - Plazzo Ducale
総督邸兼政庁。ため息橋で水路を隔てた牢獄と繋がっている。
サン・マルコ寺院 - Basilica di San Marco
11世紀に建てられたビザンティン建築（総督邸の礼拝堂が起源）
鐘楼 - Campanile di San Marco
高さ約100m
旧行政館 - Procuratie Vecchie
サン・マルコ寺院から見て右手。回廊が続く3階建の建物
ムーア人の時計塔 - Torre del'Orologio
旧行政館側にある。リアルト橋方面への出口の目印
新行政館 - Procuratie Nuove
サン・マルコ寺院から見て左手の建物。
カッフェ・フローリアン - Caffè Florian
18世紀に創業。新行政館の1階にある。
国立マルチャーナ図書館 - Biblioteca nazionale Marciana
建築家サンソヴィーノによるルネサンス建築（1536-1553年）　
造幣局 - Zecca
サンソヴィーノによるルネサンス建築
ナポレオン翼 - Ala Napoleonica
サン・マルコ寺院に対面する建物。ナポレオンが舞踏会などの会場として建てさせたため、この名がある。
コッレール美術館 - Museo Civico Correr
ナポレオン翼に入り口
考古学博物館 - Museo Archeologico

リソルジメント博物館

レオーニ小広場 - Piazetta dei Leoni
サン・マルコ寺院の左手（北側）